# Domingo Romera
Domingo Romera Alcázar, kat. Domènec Romera i Alcázar (ur. 26 maja 1936 w Barcelonie, zm. 6 kwietnia 2022 w Lleidzie) – hiszpański polityk, przedsiębiorca i kapitan, senator, poseł do Parlamentu Europejskiego II i III kadencji.

## Życiorys
Studiował w ESADE w Barcelonie i w IESE Business School na Uniwersytecie Nawarry. Pracował w marynarce handlowej jako kapitan, był prezesem agencji handlu morskiego i dyrektorem generalnym międzynarodowych targów w Barcelonie. Był również dyrektorem w bankach, członkiem rady nadzorczej funduszu emerytalnego i ciała doradczego przy izbie handlowej Barcelony. Działał w barcelońskich towarzystwach gospodarczych i tenisowych. Napisał książkę pt. Una Cataluña para todos, był autorem artykułów publicystycznych.
Zaangażował się w działalność polityczną w ramach Alianza Popular, został przewodniczącym struktur i członkiem egzekutywy w prowincji. W 1984 z listy tej partii został wybrany do parlamentu Katalonii. W okresie od czerwca 1984 do kwietnia 1986 jako delegat Katalonii zasiadał w Senacie. W 1986 objął mandat posła do Parlamentu Europejskiego w ramach delegacji krajowej. Wybieranym następnie do PE w wyborach powszechnych: w 1987 z listy Alianza Popular i w 1989 z ramienia Partii Ludowej. Przystąpił do frakcji Europejskiej Partii Ludowej, od 1992 do 1994 zasiadał w jej prezydium. W Europarlamencie zasiadał do 1994, działał jako kwestor i członek Komisji ds. Transportu i Turystyki.
Miał siedmioro dzieci. Odznaczony Krzyżem Zasługi Morskiej I klasy, wyróżniony Krzyżem św. Jerzego.